# Sáránd
Sáránd är en ort i Ungern.   Den ligger i provinsen Hajdú-Bihar, i den östra delen av landet, 200 km öster om huvudstaden Budapest. Sáránd ligger 99 meter över havet och antalet invånare är 2 322.
Terrängen runt Sáránd är mycket platt. Runt Sáránd är det ganska tätbefolkat, med 54 invånare per kvadratkilometer. Närmaste större samhälle är Debrecen, 14,8 km norr om Sáránd. Trakten runt Sáránd består till största delen av jordbruksmark.